# Restrepo (kommun i Valle del Cauca, lat 3,80, long -76,57)
Restrepo är en kommun i Colombia.   Den ligger i departementet Valle del Cauca, i den västra delen av landet, 290 km väster om huvudstaden Bogotá. Antalet invånare är 15 805.